# اتفاقية جنيف الأولى

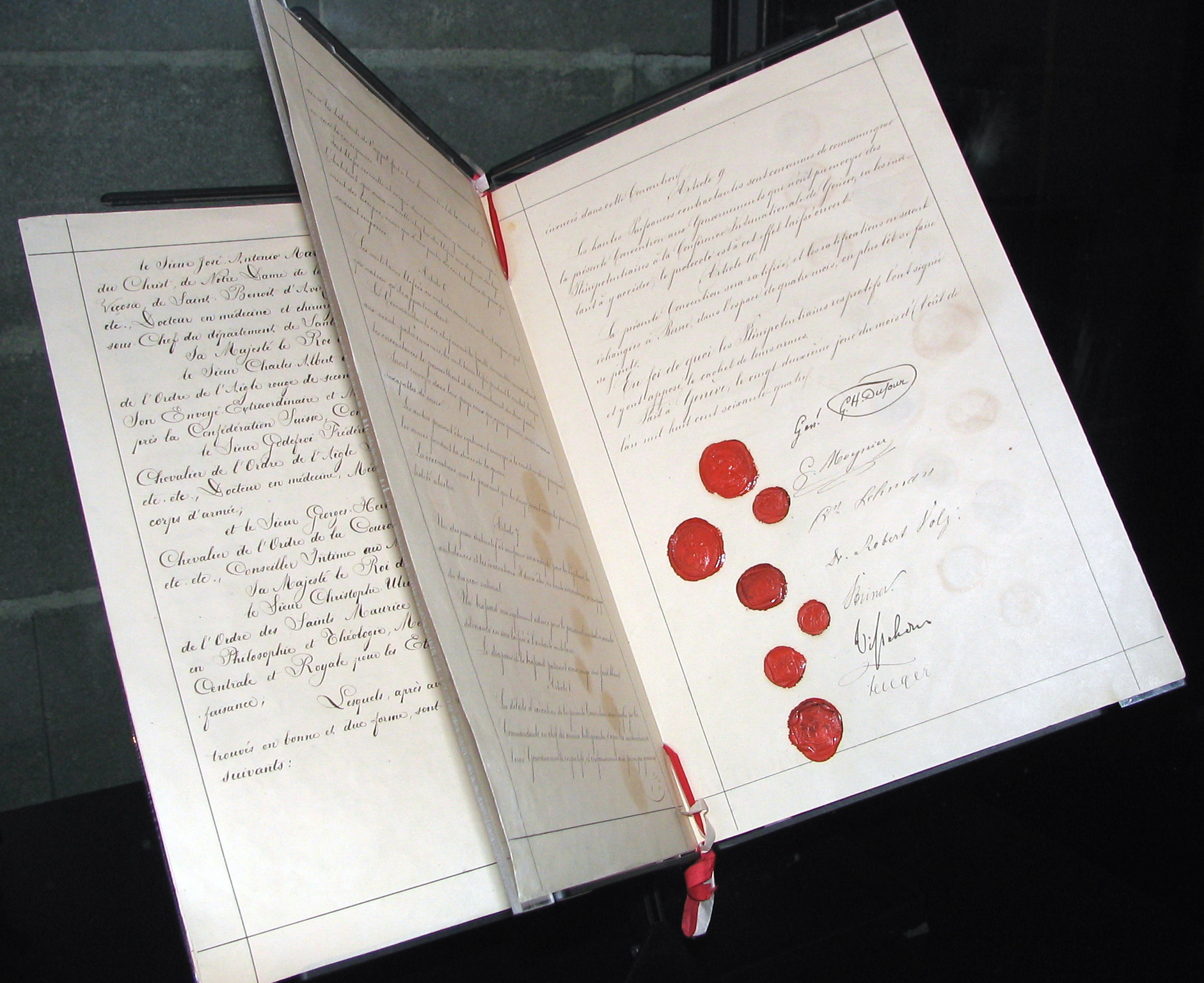
الأول من نوعه وقعت اتفاقية جنيف التي تنظم أعضاء المرضى والجرحى من القوات المسلحة في جنيف في عام 1864.

اتفاقية جنيف الأولى لتحسين حال جرحى الجيوش في الميدان وهي إحدى أربع معاهدات لاتفاقيات جنيف. تعرف الاتفاقية «الأساس الذي يرتكز على قواعد القانون الدولي لحماية ضحايا النزاعات المسلحة». اتفاقية جنيف تحسن حال الجرحى والمرضى بالقوات المسلحة في الميدان في 1864. رُجِعت بشكل كبير والاستعاضة عنها نسخة 1906 ثم نسخة عام 1929 وبعد ذلك اتفاقية جنيف الأولى لعام 1949. يرتبط ارتباطا وثيقا باللجنة الدولية للصليب الأحمر التي هي على حد سواء المحرض لإنشائها والمنفذ من المقالات في هذه الاتفاقيات.

## التاريخ

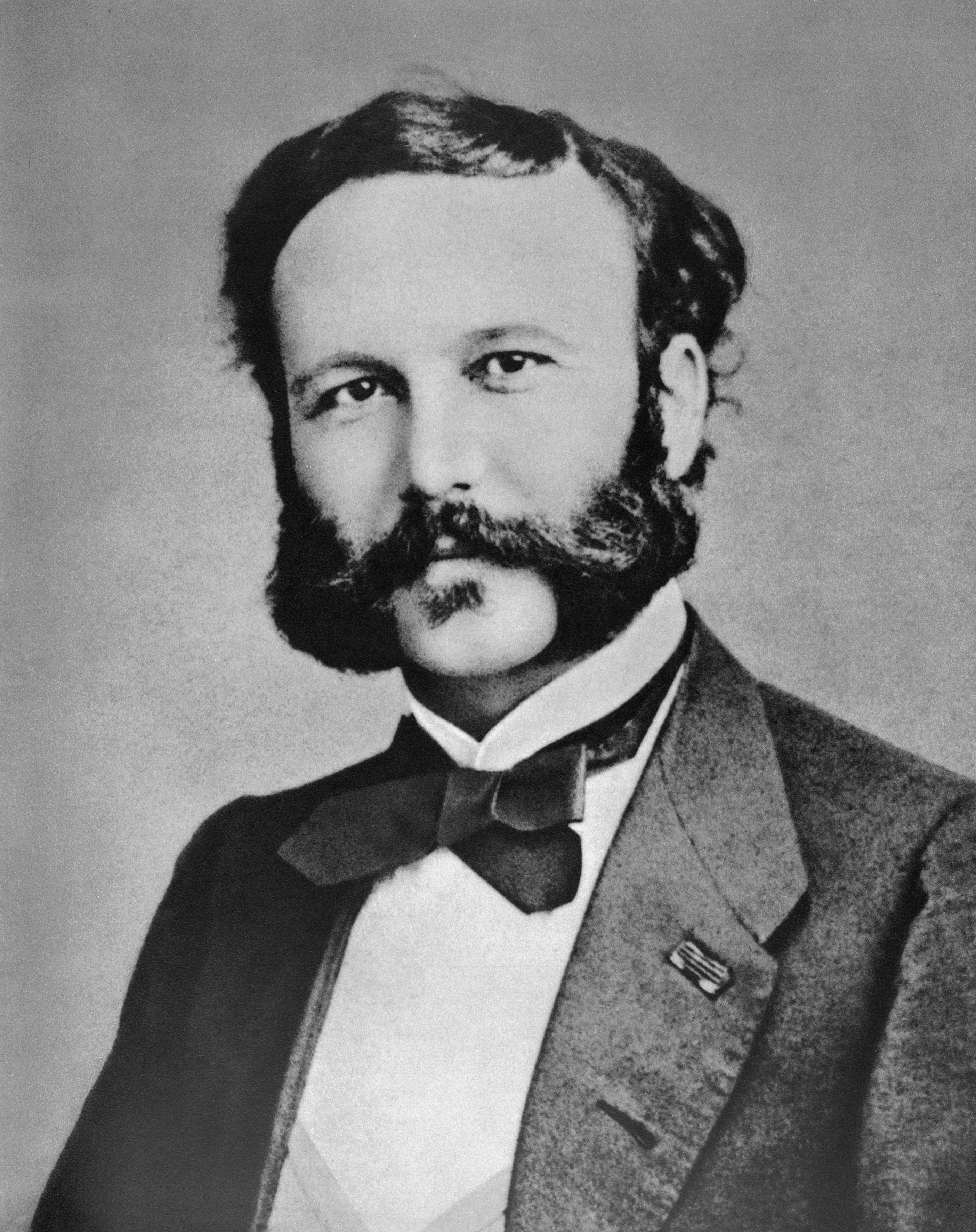
جان هنري دونانت

رُفعت اتفاقية جنيف لعام 1864 في فترة حرجة في التاريخ السياسي والعسكري الأوروبي. من جهة أخرى الحرب الأهلية الأمريكية كانت مستعرة منذ 1861 ومعركة فورت سمتر المشارك فيها 750 ألف شخص. بين سقوط نابليون الأول في معركة واترلو عام 1815 وصعود ابن أخيه في الحملة الإيطالية من عام 1859 فإن القوى حافظت على السلام في أوروبا الغربية. ولكن مع الصراع في شبه جزيرة القرم من 1853 إلى 1856 فإن الحرب عادت إلى أوروبا بينما كانت تلك المشاكل «في منطقة بعيدة ويصعب الوصول إليها» فإن شمال إيطاليا كان «يمكن الوصول إليها حتى من جميع أنحاء أوروبا الغربية». في حين أن سفك الدماء لا المفرط كان على مرأى منه غير مألوف وصادما. على الرغم من نيتها للتخفيف من ويلات الحرب فإن بداية اتفاقية جنيف لعام 1864 افتتحت «تجديد النشاط العسكري على نطاق واسع ولشعوب أوروبا الغربية التي لم تعتد مثل هذه الأمور منذ القضاء على نابليون».
الحركة من أجل المجموعة الدولية من القوانين التي تحكم العلاج والرعاية للجرحى فقد بدأ أسرى الحرب يشهدون قيام الناشط جان هنري دونانت بإغاثة المشاركين في معركة سولفرينو في عام 1859 ما بين الجيوش الفرنسية بييمونتي والجيوش النمساوية في شمال إيطاليا. عانى 40 ألف جندي نظرا لعدم وجود مساعدات طبية. عند عودته إلى جنيف نشر دونان على حسابه تذكارية دي سولفرينو من خلال عضويته في جمعية جنيف للرعاية العامة حيث حث على الدعوة معا لمؤتمر دولي سرعان ما ساهم في تأسيس اللجنة الدولية للصليب الأحمر في 1863.
مع الاعتراف أنه «في المقام الأول واجب ومسؤولية أمة لحماية صحة والرفاه المادي لشعبها» عرف اللجنة الدولية للصليب الأحمر فإن الحال دائما خصوصا في أوقات الحرب يكون هناك «الحاجة إلى الوكالات الطوعية لتكملة الجهات الرسمية المكلفة بهذه المسؤوليات في كل بلد». لضمان أن تكون مهمتها مقبولة على نطاق واسع فإنه تتطلب مجموعة من القواعد لتنظيم أنشطة خاصة بها وتلك من الأطراف المتحاربة المعنية.
في 22 أغسطس 1864 تجمعت العديد من الدول الأوروبية في جنيف بسويسرا التي وقعت اتفاقية جنيف لتحسين حال الجرحى والمرضى بالقوات المسلحة في الميدان:
1. دوقية بادن الكبرى (الآن ألمانيا).
2. مملكة بلجيكا.
3. مملكة الدنمارك.
4. الإمبراطورية الفرنسية الثانية.
5. دوقية هسن الكبرى (الآن ألمانيا).
6. مملكة إيطاليا.
7. مملكة الأراضي المنخفضة.
8. مملكة البرتغال.
9. مملكة بروسيا (الآن ألمانيا).
10. مملكة إسبانيا.
11. سويسرا.
12. مملكة فورتمبيرغ (الآن ألمانيا).

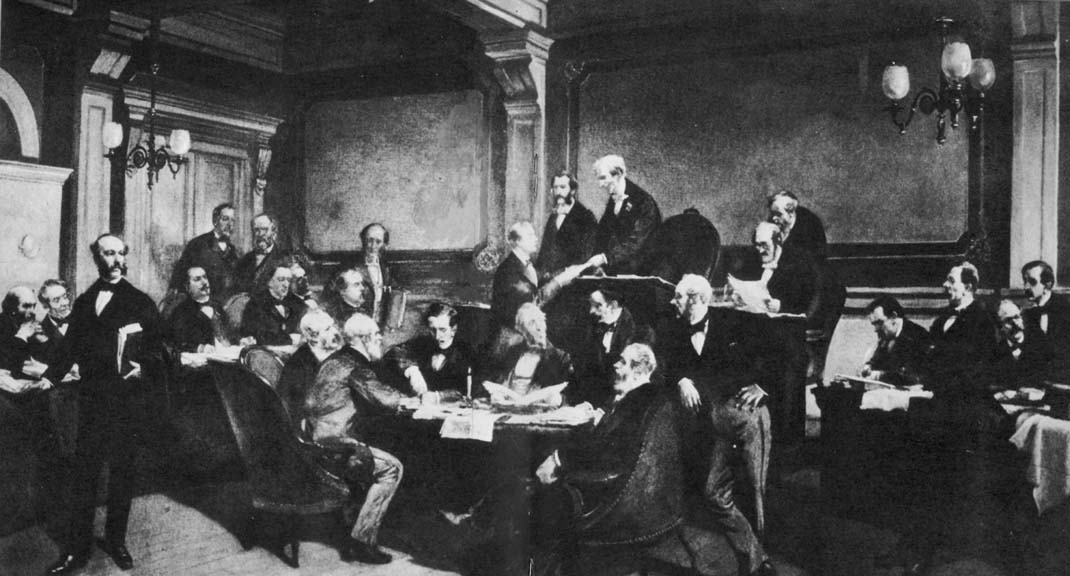
التوقيع على اتفاقية جنيف الأولى من نوعها من قبل بعض القوى الأوروبية الكبرى في عام 1864.

الاتحاد بين السويد والنرويج وقع في ديسمبر.
أنه «القوة الإلزامية المستمدة لها من موافقة ضمنية من الدول التي قبلت بالتطبيق في سير العمليات العسكرية.» على الرغم من ولاياته الأساسية المدرجة أدناه فقد كان ناجحا في إحداث إصلاحات كبيرة وسريعة. هذا الجهد الأول المقدم فقط ل:
1. الحصانة من أسر وتدمير جميع المنشآت لعلاج الجنود الجرحى والمرضى.
2. الاستقبال نزيه ومعاملة جميع المقاتلين.
3. حماية المدنيين وتوفير المساعدات للجرحى.
4. الاعتراف برمز الصليب الأحمر كوسيلة لتحديد الأشخاص والمعدات التي يغطيها الاتفاق.

بسبب الغموض الكبير في المواد مع مصطلحات ومفاهيم معينة وأكثر حتى مع ذلك لطبيعة التطور السريع للحرب والتكنولوجيا العسكرية فقد كانت المواد الأصلية نُقحت ووسِعت إلى حد كبير في مؤتمر جنيف الثانية في عام 1906 ولاهاي اتفاقيات لعام 1899 و 1907 الذين مددوا المواد على الحرب البحرية. حُدثت النسخة 1906 والاستعاضة عن نسخة 1929 عندما قدمت تعديلات طفيفة عليه. حُدثت مرة أخرى والاستعاضة عن نسخة عام 1949 المعروفة باسم اتفاقية جنيف الأولى. ومع ذلك فقد أشار جان س. بيكتيت مدير اللجنة الدولية للصليب الأحمر في عام 1951 ب«القانون ومع ذلك تتخلف دائما وراء الخيرية بل هو تأخر في المطابقة مع واقع الحياة والاحتياجات البشرية» على هذا النحو هو واجب للصليب الأحمر «للمساعدة في توسيع نطاق القانون على افتراض أن القانون سيحتفظ بقيمته» وبصورة رئيسية من خلال تنقيح وتوسيع هذه المبادئ الأساسية لاتفاقية جنيف الأصلية.

## ملخص الأحكام
وسِعت المواد العشرة الأصلية لمعاهدة 1864 إلى 64 مادة. هذه المعاهدة الطويلة تحمي الجنود العاجزين عن القتال (من المعركة بسبب المرض أو الإصابة) وكذلك أفراد الخدمات الطبية والدينية والمدنيين في منطقة المعركة. من بين أحكامه الرئيسية:
- المادة 12 عن الجرحى والجنود والمرضى الذين هم خارج المعركة ينبغي أن يعاملوا معاملة إنسانية وعلى وجه الخصوص لا ينبغي للقتلى والجرحى تعذيبهم أو اخضاعهم للتجارب البيولوجية. هذه المقالة هي حجر الزاوية في المعاهدة وتحدد المبادئ التي تستمد معظم مواد المعاهدة بما في ذلك الالتزام باحترام الوحدات الطبية والمؤسسات (الفصل الثالث) والأفراد المنوط بهم رعاية الجرحى (الفصل الرابع) والمباني والمواد (الفصل الخامس) ووسائل النقل الطبية (الفصل السادس) وعلامة واقية (الفصل السابع).
- المادة 15 عن الجرحى وينبغي جمع الجنود المرضى ورعايتهم ومحمية على الرغم من أنها قد تصبح أيضا أسرى الحرب.
- المادة 16 عن أطراف النزاع الذين يجب أن يسجلوا هوية القتلى والجرحى ونقل هذه المعلومات إلى الطرف الآخر.
- تسمح المادة 9 للصليب الأحمر الدولي «أو أية هيئة إنسانية غير متحيزة أخرى» توفير الحماية والإغاثة للجنود الجرحى والمرضى وكذلك أفراد الخدمات الطبية والدينية.

للاطلاع على مناقشة مفصلة عن كل مادة من مواد المعاهدة راجع النص الأصلي والتعليق. توجد حاليا 196 دولة طرف في اتفاقيات جنيف لعام 1949 بما في ذلك هذه المعاهدة الأولى ولكن أيضا بما في ذلك الثلاث الأخرى.